# CRISAT
CRISAT es la abreviatura de Colaboración en Investigación para la Tecnología de Armas Pequeñas (del inglés, Collaborative Research Into Small Arms Technology). Es el estándar de la OTAN y de la Unión Europea en la fabricación de equipo militar. 
El Objetivo CRISAT se define como una placa de Titanio de 1.6 mm de espesor, complementada con 20 capas de Kevlar. Las armas son medidas contra este estándar en respecto a su capacidad de penetración. Asimismo el equipo que se fabrica trata de igualar su nivel de resistencia.